# Silvia Persico
Silvia Persico (ur. 25 lipca 1997 w Alzano Lombardo) – włoska kolarka szosowa, przełajowa i torowa, dwukrotna medalistka mistrzostw świata.

## Kariera
Pierwszy sukces osiągnęła, zdobywając w 2012 złoty medal szosowych mistrzostw Włoch w indywidualnej jeździe na czas juniorek. Dwa lata później zwyciężyła w drużynowym wyścigu na dochodzenie juniorek podczas torowych mistrzostw Włoch. W 2019 była czwarta w kategorii U-23 na przełajowych mistrzostwach świata w Bogense. Podczas przełajowych mistrzostw świata w Fayetteville w 2022 zdobyła złoto w sztafecie mieszanej oraz brąz w wyścigu kobiet. W tym samym roku trzecia była także w wyścigu ze startu wspólnego na szosowych mistrzostwach świata w Wollongong.